# Junji Kawano
Junji Kawano (川野 淳次, Kawano Junji, né le 11 juillet 1945 à Nakatsu, dans la préfecture de Oita, au Japon) est un footballeur japonais.